# Andrew Henry (militare)
Andrew Henry (Woolwich, 1º novembre 1823 – Plymouth, 14 ottobre 1870) è stato un militare britannico, insignito della Victoria Cross a vivente nel corso della guerra di Crimea.

## Biografia
Nacque a Woolwich il 1º novembre 1823. Giovanissimo entrò nel British Army e fu assegnato al Royal Artillery. Promosso sergente maggiore nel 1854 partì per combattere nella guerra di Crimea partecipando alle battaglie dell'Alma, Balaklava e Inkerman e all'assedio di Sebastopoli.
Sergente maggiore della batteria G, 16th Regiment Royal Artillery, della 2ª Divisione del generale George De Lacy Evans, si distinse brillantemente nel corso della battaglia di Inkerman. il 5 novembre 1854. Nel corso della battaglia la batteria sparò tutte le sue munizioni contro le colonne russe che avanzavano, respingendo diversi attacchi. In quella occasione difese strenuamente i cannoni della sua batteria, tentando con un artigliere, James Taylor, di portare via i cannoni. Continuò a farlo, nonostante riportasse 12 diverse ferite di baionetta al petto, al braccio sinistro, alla schiena, alla gamba destra e alla testa e infine fu dato per morto. Un contrattacco della fanteria francese allontanò le truppe russi dai cannoni, che erano stati messi in sicurezza.
A causa delle ferite riportate gli fu successivamente assegnato un incarico nel Corpo dei trasporti terrestri il 15 maggio 1855 e fu promosso secondo capitano il 28 novembre successivo. Il 24 febbraio 1857 fu insignito della Victoria Cross, e fu uno dei 62 uomini che parteciparono alla prima investitura di tale onorificenza avvenuta ad Hyde Park il 26 giugno dello stesso anno, alla presenza della Regina Vittoria, . Venne promosso capitano nel 1859, prima di trasferirsi nella Brigata di artiglieria costiera l'anno successivo. Rimase per molti anni di stanza nel Distretto Occidentale e comandò la 4ª Divisione della Brigata di artiglieria costiera, ed era molto apprezzato e rispettato dai suoi uomini. Morì improvvisamente a Plymouth la notte del 14 ottobre 1870. Fu sepolto con tutti gli onori militari nel cimitero di Plymouth il 19 ottobre seguente con grande partecipazione degli ufficiali della guarnigione e delle navi di Sua Maestà attraccate nei moli del porto. Il suo necrologio apparve sul The Times il 15 e il 20 ottobre 1870.
La sua Victoria Cross e esposta presso il Royal Artillery Museum, a Woolwich.

### Annotazioni
1. ↑  Durante la battaglia di Inkerman vennero concesse 12 Victoria Cross.
2. ↑  In Lingua inglese: For defending the guns of his battery agains overwhelming numbers of the enemy at the battle of Inkermann, an continuing to do so until he bad received twelve bayonets wounds. He was at the time Sergeant Major of the G Battery of the 2nd Division.

### Fonti
1. 1 2 3 4  Homeusers.
2. 1 2 3 4 5 6 7 8 9 10 11  Victoria Cross Online.
3. 1 2 3  Plymouth History Festival.
4. ↑  (EN) The London Gazette (PDF), n. 21971, 24 February 1857.